# کورو، مالی
کورو (به لاتین: Koro) یک شهر در مالی است که در استان موپتی واقع شده‌است.
 کورو  ۶۲٬۶۸۱ نفر جمعیت دارد.